# Heliumflits

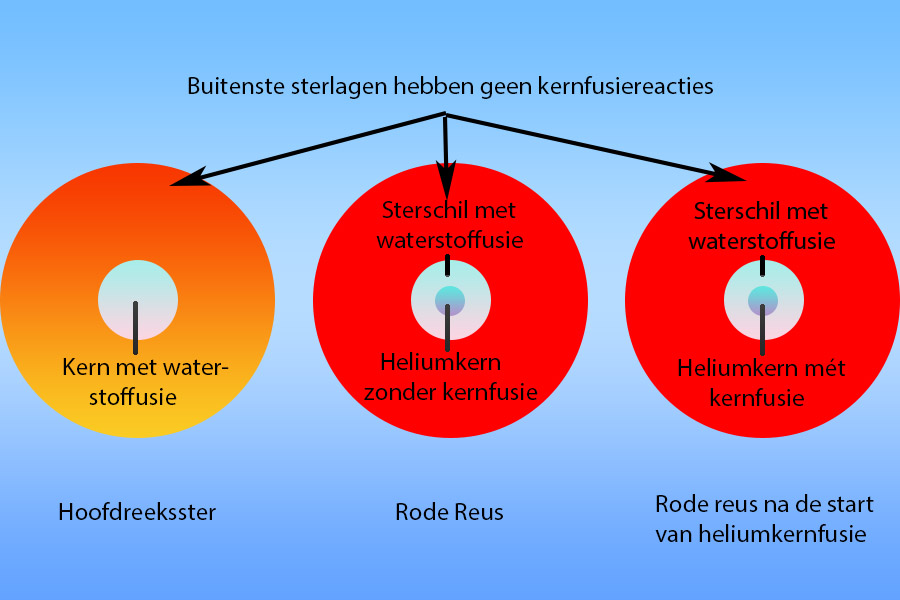
Schematisch overzicht van fusieprocessen in sterren met relatief weinig massa

Een heliumflits is een uiterst korte, zeer intense kernreactie van grote hoeveelheden helium naar koolstof met het triple-alfaproces, vaak in een sterkern. Dit gebeurt meestal in  sterren van 0,8 tot 2,0 zonnemassa (M☉). Het speelt zich dan af tijdens de rode-reuslevensfase, op de rode reuzentak. Ook onze Zon zal naar verwachting, 1,2 miljard jaar na haar vertrek van de hoofdreeks, een heliumflits ondergaan. Heliumflitsen komen ook periodiek voor in sterlagen van sterren op de asymptotische reuzentak. Een nog zeldzamer verschijnsel is een intense heliumflits aan het oppervlak van een accreterende witte dwerg.
Minder massieve sterren produceren niet voldoende interne druk om met zwaartekracht kernfusie van helium te starten. Deze sterren branden door alle waterstof in de sterkern heen, waarna er helium overblijft, wat door kwantummechanische druk wordt samengeperst tot ontaarde materie. Dit samenpersen zal de temperatuur in de ontaarde sterkern steeds verder doen stijgen totdat de benodigde 100 miljoen kelvin bereikt wordt, wat dan wel voldoende is om heliumkernfusie te beginnen.
Een fundamentele eigenschap van ontaarde materie is dat ze niet in volume toeneemt als de temperatuur stijgt. Normaal gesproken zal in de sterkern van hoofdreekssterren een hydrostatisch evenwicht de temperatuur reguleren, maar in een kern van ontaarde materie vindt dit niet plaats. De druk van temperatuur stijgt in de ster totdat deze de degeneratieve tegendruk overstijgt. Wanneer het juiste punt eenmaal bereikt is en heliumkernfusie begint, zal de fusie de temperatuur verder omhoog laten schieten, wat op zijn beurt weer heliumkernfusie versterkt. Er vindt een op hol geslagen reactie plaats. Dit creëert een flits van uiterst intensieve heliumkernfusie die slechts een paar minuten duurt; in deze korte periode wordt er even veel energie uitgestraald als in de gehele Melkweg tezamen.
In een gewone ster van niet te veel massa zal de gigantische energie die vrijkomt bij een heliumflits een groot deel van de sterkern uit de ontaarde toestand halen. Nu kan de kern weer door hitte uitzetten. Deze transformatie absorbeert nagenoeg het totaal van energie uit de heliumflits; enig restant zal door de buitenste sterlagen geabsorbeerd worden. Hierdoor is een heliumflits niet te observeren; ze wordt alleen aangetoond in astrofysische berekeningen. Nadat de sterkern is uitgezet zal het steroppervlak vlug afkoelen en ineenkrimpen: in slechts tienduizend jaar is de ster nog maar 2% van de radius 
en lichtkracht. Men schat de massa van de elektron-gedegenerateerde heliumkern op 40% van de stermassa; 6% van de sterkern wordt omgezet in koolstof.

## In de kern van een rode reus

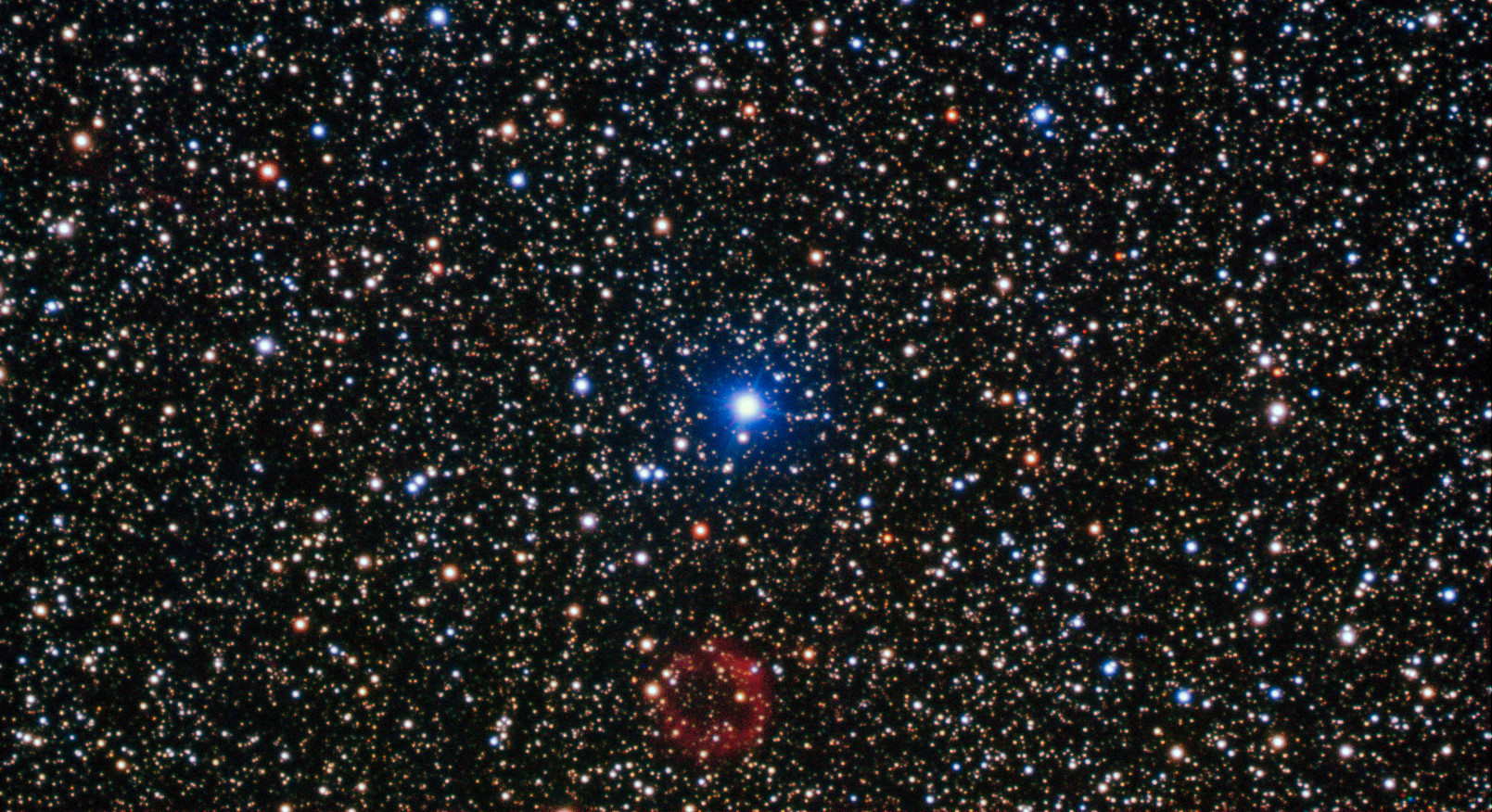
Het object van Sakurai is waarschijnlijk een witte dwerg geweest waarop een heliumflits plaatsvond.

Tijdens de rode-reusfase van sterren met minder dan 2,0 zonsmassa zal kernfusie van waterstof zijn stilgevallen in de sterkern. De waterstofkern is uitgeput en een kern rijk in helium blijft over. In sterlagen buiten de kern gaat kernfusie van waterstof echter nog wel door, waardoor er continu helium wordt afgezet aan de sterkern. In deze sterren van relatief lagere massa wordt de kern hierdoor steeds compacter maar zal de temperatuur, in tegenstelling tot in massievere sterren, niet hoog genoeg reiken om het triple-alfaproces te starten. Doordat er in de ster nu veel minder kernfusie plaatsvindt dankzij het inerte deel met helium, verandert het hydrostatisch evenwicht en zal de ster heter worden en gaan krimpen. Uiteindelijk is de druk zo enorm dat de heliumkern ineenkrimpt tot ontaarde materie. In deze toestand is de degeneratieve tegendruk wel voldoende om verder inkrimpen van het binnenste van de sterkern te voorkomen, maar de rest van de sterkern krimpt door en doordat de temperatuur steeds maar verder toeneemt, kan zo uiteindelijk heliumfusie beginnen.
Het explosieve karakter van de heliumflits ontstaat doordat het gebeurt in ontaarde materie. Als de temperatuur eenmaal 100 miljoen tot 200 miljoen kelvin heeft bereikt en heliumkernfusie begint via het triple-alfaproces, schiet de temperatuur snel omhoog waardoor heliumkernfusie weer versneld wordt. Doordat ontaarde materie makkelijk warmte geleidt verbreedt dit het actieve gebied van kernfusie gemakkelijk.
Deze zeer heftige reactie zal snel tot wel honderd miljard keer de normale energieproductie van de ster stijgen (gedurende een paar seconden), totdat deze het punt bereikt waarop thermische druk de overhand krijgt en zo de ontaarde toestand opheft. Hierop kan de sterkern gaan uitzetten en afkoelen, waarop stabiele kernfusie van helium kan volgen.
Een ster met meer dan 2,25 zonnemassa zal heliumkernfusie kunnen starten zonder de sterkern ooit degeneratief te maken en zal dus geen heliumflits kennen. In sterren met maar weinig massa (minder dan zo'n 0,5 zonnemassa) zal de sterkern nooit heet genoeg worden voor heliumfusie. In dat geval zal de ontaarde heliumkern blijven krimpen en als een witte dwerg van helium eindigen.
De heliumflits is niet direct op het steroppervlak via elektromagnetische straling te zien. De flits vind immers diep in kern van de ster plaats. Het netto-effect is dan ook dat alle vrijgekomen energie geabsorbeerd wordt door de gehele kern, met eventuele restenergie in de daarboven gelegen sterlagen. Bij de eerste berekeningen verwachtte men in sommige modellen dat er massaverlies mee gepaard zou kunnen gaan. Later heeft men, door massaverlies via neutrino's erin te betrekken, dit weer van tafel geveegd.
Men berekent de vrijgekomen energie van de heliumflits in een ster van een zonnemassa op 5×1041 J. Hoewel dat gigantisch veel is,  is het slechts 0,3% van vrijgekomen energie van een supernova type Ia.

## In een dubbelster met een witte dwerg of neutronenster
Als waterstofgas door accretie op een witte dwerg belandt van een begeleidende ster, kan dit waterstofgas gaan fuseren en als helium neerdalen, hoewel in de meeste systemen er een laag waterstof zal ontstaan over de ontaarde materie van de witte dwerg. Dit waterstof kan zich ophopen en een schil vormen nabij het oppervlak van de ster.  Ook kan er in bepaalde dubbelsterren heliumrijk materiaal indalen van de ene ster naar de andere, doordat de begeleidende ster haar meeste waterstof reeds is verloren. Als de massahoeveelheid van de schil groot genoeg wordt, kan versnelde waterstoffusie een klassieke nova creëren. In enkele dubbelsterren van dit type, waarbij het waterstof fuseert op het oppervlak, kan het neergeslagen helium fuseren in een instabiele heliumflits. Men berekent dat dit type heliumflits ook op bepaalde neutronensterren geschiedt.

## In een sterschil
Een heliumflits in een sterschil is een enigszins overeenkomstige, maar veel minder gewelddadige ontvlamming van heliumkernfusie. Ze vindt dan ook plaats in de afwezigheid van ontaarde materie, waardoor de reactie niet zo op hol slaat. Ze vindt periodiek plaats in sterren op de asymptotische reuzentak, in een schil buiten de sterkern. Dit is laat in het leven van een ster en in de reuzenfase. In deze levensfase zal de ster het meeste beschikbare helium in de kern hebben verbrand, die nu uit koolstof en zuurstof bestaat. Heliumkernfusie gaat nog wel door in een dunne sterschil om deze sterkern heen, maar zal uitdoven wanneer het helium op raakt. Hierop wordt het mogelijk om waterstoffusie te starten in een laag boven de laag helium. Wanneer deze laag genoeg helium heeft geproduceerd, kan heliumkernfusie weer beginnen, wat een thermische puls tot gevolg heeft. Deze puls zal de ster uiteindelijk tijdelijk doen uitzetten en laten toenemen in lichtkracht. Deze lichtkrachttoename zal een aantal jaren op zich laten wachten, totdat de energie van de herstarte heliumfusie het steroppervlak heeft bereikt. Zo'n thermische puls kan een paar honderd jaar aanhouden en men verwacht dat ze elke tienduizend tot honderdduizend jaar periodiek terugkeert. Na de heliumflits kan heliumkernfusie doorgaan met een exponentieel afstervende intensiteit terwijl het beschikbare helium wordt verbruikt. Deze thermische pulsen kunnen sterren tevens gas en stof doen uitscheiden naar hun puinschijf.